# Lettische Badmintonmeisterschaft 1974
Die Lettische Badmintonmeisterschaft 1974 fand in Saldus statt. Es war die elfte Auflage der nationalen Titelkämpfe von Lettland im Badminton, zu dieser Zeit noch als Meisterschaft der Sowjetrepublik.

## Titelträger
| Disziplin    | Sieger                           |
| ------------ | -------------------------------- |
| Herreneinzel | Egils Sudmalis                   |
| Dameneinzel  | Gundega Grīnuma                  |
| Herrendoppel | Juris Jirgensons Jānis Ieviņš    |
| Damendoppel  | Gundega Grīnuma Skaidrīte Ieviņa |
| Mixed        | Jānis Ieviņš Gundega Grīnuma     |